# Consistórios de Lúcio II
O Papa Lúcio II (1144-1145) criou 11 cardeais em 2 consistórios durante seus 11 meses de pontificado.

## 19 de maio de 1144
1. Ubaldo Caccianemici, Can.Reg. - cardeal-presbítero de Santa Cruz de Jerusalém, † 1170
2. Giulio - cardeal-presbítero de São Marcelo, então (19 de dezembro de 1158) cardeal-bispo de Palestrina, † outubro de 1164
3. Berardo - cardeal-diácono da Santa Igreja Romana, † depois de 1146

## 22 de dezembro de 1144
1. Guarino, Can.Reg. - cardeal-bispo de Palestrina, † 6 de fevereiro de 1158
2. Robert Pullen - cardeal-presbítero de Santos Silvestre e Martinho nos Montes, † Setembro 1146
3. Guido Puella, Can.Reg. - cardeal-presbítero de Santa Pudenciana, † 1157
4. Villano Gaetani - cardeal-presbítero de Santo Estêvão no Monte Celio; mais tarde (Mai 1146) arcebispo de Pisa , † 1175
5. Giacinto Bobone - cardeal-diácono de Santa Maria em Cosmedin, mais tarde (21 de março de 1191) Papa Celestino III, † 8 de janeiro de 1198
6. Jordan, O.Carth. - cardeal-diácono da Santa Igreja Romana, então (21 de dezembro de 1145) cardeal-presbítero de Santa Susana, † 1154
7. Céncio - cardeal-diácono da Santa Igreja Romana, então (1145) cardeal-diácono de Santos Sérgio e Baco † após 1146
8. Bernardo, Can.Reg. - cardeal-diácono da Santa Igreja Romana, então cardeal-presbítero de São Clemente (21 de dezembro de 1145) e cardeal-bispo de Porto-Santa Rufina (19 de dezembro de 1158), † 18 de agosto de 1176